# Reign of Terror (demo)
Reign of Terror demo je album američkog death metal-sastava Death, objavljen u listopadu 1984. godine. Smatra se jednim od prvih neslužbenih death metal uradaka, uradaka koji su definirali budući žanr.

## Popis pjesama
| 1.    | »Corpse Grinder«  | 3:04 |
| 2.    | »Summoned to Die« | 2:37 |
| 3.    | »Witch of Hell«   | 2:56 |
| 4.    | »Reign of Terror« | 2:25 |
| 5.    | »Slaughterhouse«  | 2:37 |
| 13:39 |                   |      |

## Zasluge
- Chuck Schuldiner - gitara, bas-gitara
- Rick Rozz - gitara
- Kam Lee - vokali, bubnjevi